# New Balance
La New Balance Athletics, Inc. (NBAS) è un'azienda privata, produttrice di calzature sportive con sede a Boston, in Massachusetts.
Fondata nel 1906 con la dicitura the New Balance Arch Support Company, è una delle maggiori aziende produttrici di calzature e abbigliamento sportivi.

## Storia
Nel 1906, William J. Riley, un immigrato inglese trentatreenne, fondò a Boston la New Balance Arch Support Company, producendo archi plantari ed altri accessori in grado di migliorare la vestibilità delle scarpe. Nel 1934, Riley aprì una partnership con Arthur Hall, che rivendeva i suoi prodotti a persone che, in virtù della loro occupazione, rimanevano molto tempo in piedi. Nel 1956, Hall cedette la sua parte alla figlia Eleanor e a suo marito Paul Kidd.
Continuarono a vendere supporti plantari fino al 1961, quando disegnarono la "Trackster," la prima scarpa sportiva con le scanalature nella suola per una maggiore aderenza. Fu inoltre la prima calzatura disponibile in varie larghezze. La Trackster portò alla New Balance la fama di azienda innovatrice e produttrice di scarpe all'avanguardia.
Fino al 1972 l'azienda vendeva basandosi sul passaparola, in seguito il presidente Jim Davis portò il marchio alla maratona di Boston. Al tempo, solo sei persone producevano trenta paia di scarpe al giorno, vendendo tramite ordini postali. Gradualmente l'azienda andò distinguendosi per qualità, attenzione e servizio al consumatore e durante il boom del running degli anni settanta negli Stati Uniti aumentò l'offerta dei prodotti e divenne un colosso mondiale.
Negli ultimi anni, New Balance è riuscita a mantenere aperte le fabbriche degli Stati Uniti e del Regno Unito, limitando la produzione di prodotti a basso costo nell'estremo oriente, al contrario di quanto hanno fatto aziende competitrici come Nike, Adidas, e Reebok.
La compagnia è guidata da James Davis (presidente) assieme a Robert T. DeMartini (amministratore delegato), precedentemente alla guida di Procter & Gamble e Gillette.

### Produzione USA e UK
New Balance continua a produrre una parte delle sue calzature negli Stati Uniti, e in Inghilterra. Circa un quarto della produzione è statunitense, proveniente da cinque fabbriche: due nel Massachusetts (Boston e Lawrence), e tre nel Maine (Norridgewock, Skowhegan, e Norway).
La produzione inglese avviene nella fabbrica di Flimby, nella contea di Cumbria, dove 28.000 paia di scarpe sono prodotte ogni settimana.

### Misure
New Balance offre i propri modelli in una vasta serie di larghezze della pianta. La gamma di misure per le scarpe da uomo è (dalla più stretta alla più larga): 2A, B, D (misura media), 2E, 4E, 6E. Per le scarpe da donna la gamma è: 4A, 2A, B (misura media), D, 2E, 4E.
I modelli sono denominati da un numero a 2, 3 o 4 cifre. Quando una scarpa viene ridisegnata, il numero viene incrementato di 1.